# Бандрек
Бандре́к (индон. bandrek) — горячий и сладкий молочный напиток со специями, традиционный для сундов, народа, проживающего на западе острова Ява, Индонезия. Сунды, живущие в прохладных высокогорных районах, употребляют бандрек, чтобы согреться ночью и в холодную погоду.
Напиток готовится из смеси имбиря, пальмового сахара и корицы. Иногда добавляют другие ингредиенты, такие как звездчатый анис, гвоздика, семена кориандра, стручки кардамона, лемонграсс, чёрный перец, ягоды можжевельника. Сначала на огне готовится сироп со специями, затем в него добавляется молоко. Это может быть обычное молоко, кокосовое или сгущённое. Напиток смешивают до однородности. Также в бандрек добавляют кусочки молодой кокосовой мякоти и дуриана. Иногда подают с колотым льдом.
Считается, что бандрек оказывает лечебное действие при незначительных проблемах со здоровьем, например, при ангине.